# Nura Bazdulj-Hubijar
Nura Bazdulj-Hubijar (Mrđenovići, Foča, 20. kolovoza 1951.) bosanskohercegovačka književnica

## Životopis
Nura Bazdulj-Hubijar rođena je 20. kolovoza 1951. godine u Mrđenovićima kod Foče. Od 1954. godine živjela je u Sarajevu, gdje se i školovala. Nakon završenog studija medicine 1975. godine seli u Travnik gdje i danas živi. Radi kao liječnik, specijalist medicinske mikrobiologije.
Do sada je objavila niz romana, pjesama i drama. Njena djela prevođena su na njemački, nizozemski jezik i norveški, a jedan od njenih romana 1996. snimljen je u tehnici za slijepe osobe. Drama *Braća" izvedena je premijerno u Zenici 1998. Uvrštena je u školske čitanke, Antologiju bošnjačkog putopisa XX. vijeka i u školsku lektiru. Tekstovi Nure Bazdulj-Hubijar uvršteni su u čitanke, a roman "Ruža" u lektiru. Suradnik je dječjih listova "Male novine", "Lastavica", "Vrelo Bosne" i "Palčić", te časopisa "Most", "Odjek" i "Bosanska vila".

## Nagrade
- Priznanja "Zlatni prsten s brilijantom" za "Ženu godine '97." za oblast umjetnosti
- Nagrada za najbolji roman na anonimnom konkursu Fond otvoreno društvo BiH-Soros Fondacija za roman "Baš mi je žao" (1998)
- Nagrada za dramu "Sablja i pero" (1999) na anonimnom konkursu za radio dramu u organizaciji Radija BiH
- Književna nagrada V.B.Z. - Večernji list za najbolji neobjavljeni roman u 2005. za roman "Kad je bio juli"

## Vanjske poveznice
- Omnibus, intervju  Arhivirana inačica izvorne stranice od 15. veljače 2006. (Wayback Machine)
- GoodReads profil (na engleskom)